# Sebastião Maria de Quadros Côrte Real
Sebastião Maria de Quadros Côrte Real nasceu em Canelas, hoje Concelho de Estarreja, Distrito de Aveiro no dia 20 de Janeiro de 1853 no seio de uma família da nobreza rural. O seu pai era o Filipe Quadros Côrte-Real que era na altura Escrivão de Fazenda Pública e natural de Salreu. Por parte paterna Sebastião era descendente de famílias fidalgas da zona de Arouca que podiam traçar a sua linhagem até os reis portugueses da primeira dinastia e por parte da sua mãe, D. Doroteia de Figueiredo e Carvalho, de famílias que tinham jogado um papel decisivo na comunidade local, embora as suas origens fossem mais humildes. Entre os seus antepassados destacava-se Jacinto de Quadros Teixeira conhecido fidalgo português arouquense  senhor da Quinta de S. Pedro de Arouca, descendente e parente também este da conhecida e prestigiosa família Quadros de Aveiro, cujas raízes tinham vindo séculos antes de Sevilha, Espanha.
Na sua juventude Sebastião estudou na Universidade de Coimbra onde saiu como funcionário público tendo servido como Secretário da Administração do concelho de Ovar. Foi em Lisboa onde frequentou a corte do rei Luís I de Portugal e onde foi reconhecido como um dos melhores violinistas da época vivamente aclamado pelos seus contemporâneos como nos diz Esteves Pereira e Guilherme Rodrigues no seu "Dicionário de Portugal".
Casou a 22 de Outubro de 1876 com D. Maria Carolina Álvares de Araújo e Albuquerque que na altura era a 11ª senhora da "Casa da Bemposta" em Pinheiro da Bemposta, Oliveira de Azeméis.
Deste casamento teve dois filhos.
- Eduardo de Quadros Côrte-Real;
- Bernardino de Quadros Côrte-Real.

Faleceu em 16 de Novembro de 1891, na mesma casa e foi sepultado no cemitério público local em jazigo da sua família.